# Markówka (rejon tomaszpolski)
Markówka (ukr. Марківка) – wieś na Ukrainie, w obwodzie winnickim, w rejonie tomaszpolskim.

## Historia
W czasach Rzeczypospolitej wieś leżała w województwie bracławskim, w powiece winnickim. 24 października 1760 król Polski August III Sas nadał wsi prawa miejskie, zmieniając jej nazwę na Januszgrod, pochodzącą od imienia ówczesnego właściciela księcia Janusza Czetwertyńskiego. W okresie późniejszym pojawiał się też zapis Jangród. Prywatne miasto szlacheckie Januszgród położone w województwie bracławskim było w 1789 roku własnością Antoniego Jana Czetwertyńskiego. W XVIII wieku zbudowano w Januszgrodzie drewnianą cerkiew p.w. Zaśnięcia NMP (Uspieńską). Miasto odpadło od Królestwa Polskiego w wyniku II rozbioru i wkrótce podupadło w wyniku przesunięcia szlaków handlowych. Status miasta został potwierdzony 29 kwietnia 1819 r. Czetwertyńscy byli właścicielami miejscowości do 1853 roku. W 1864 r. w miejscowości mieszkało 912 osób.
W 1966 r. zburzono pozostałości barokowego ratusza z XVIII wieku.

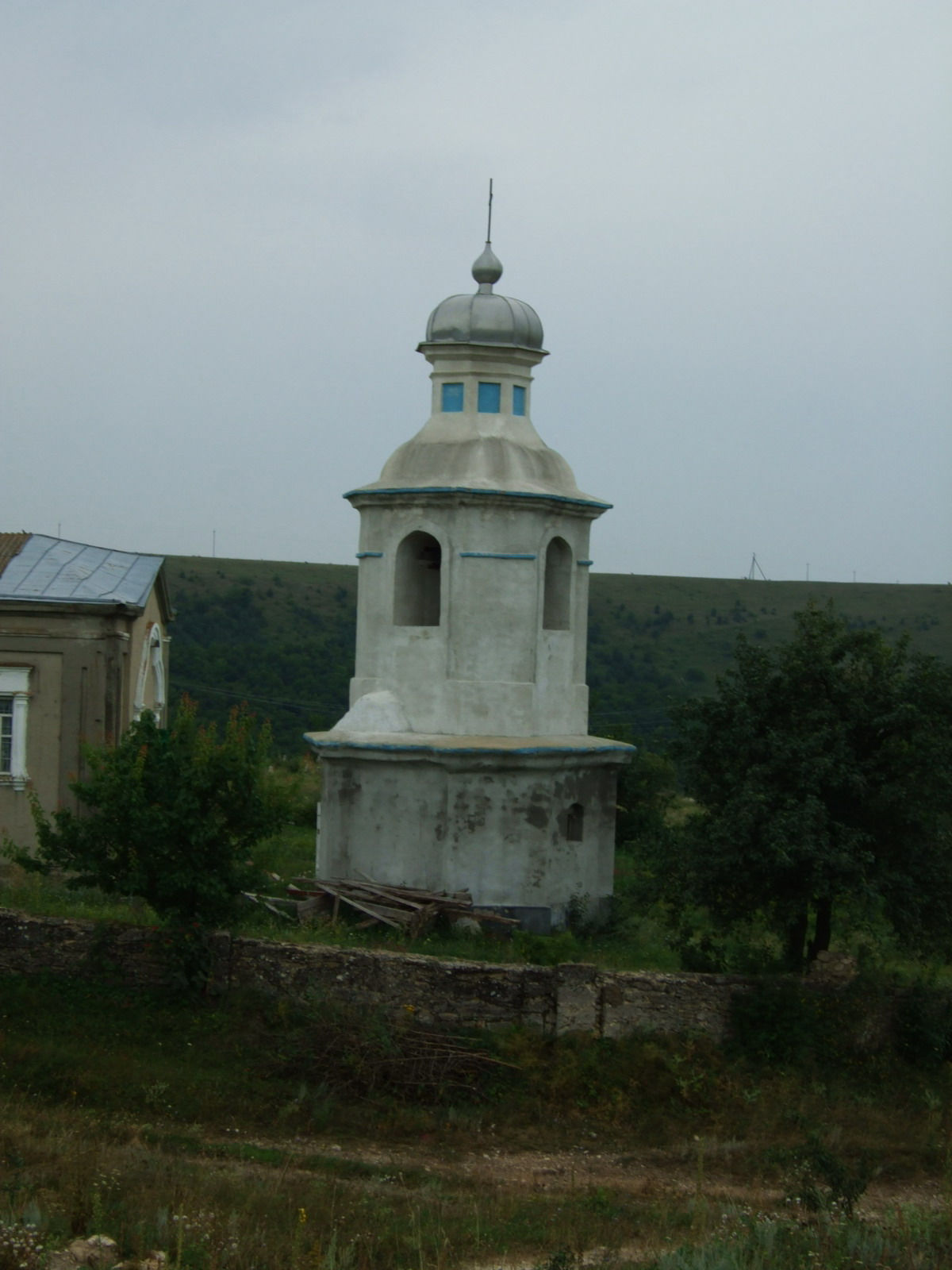
Dzwonnica cerkwi św. Mikołaja
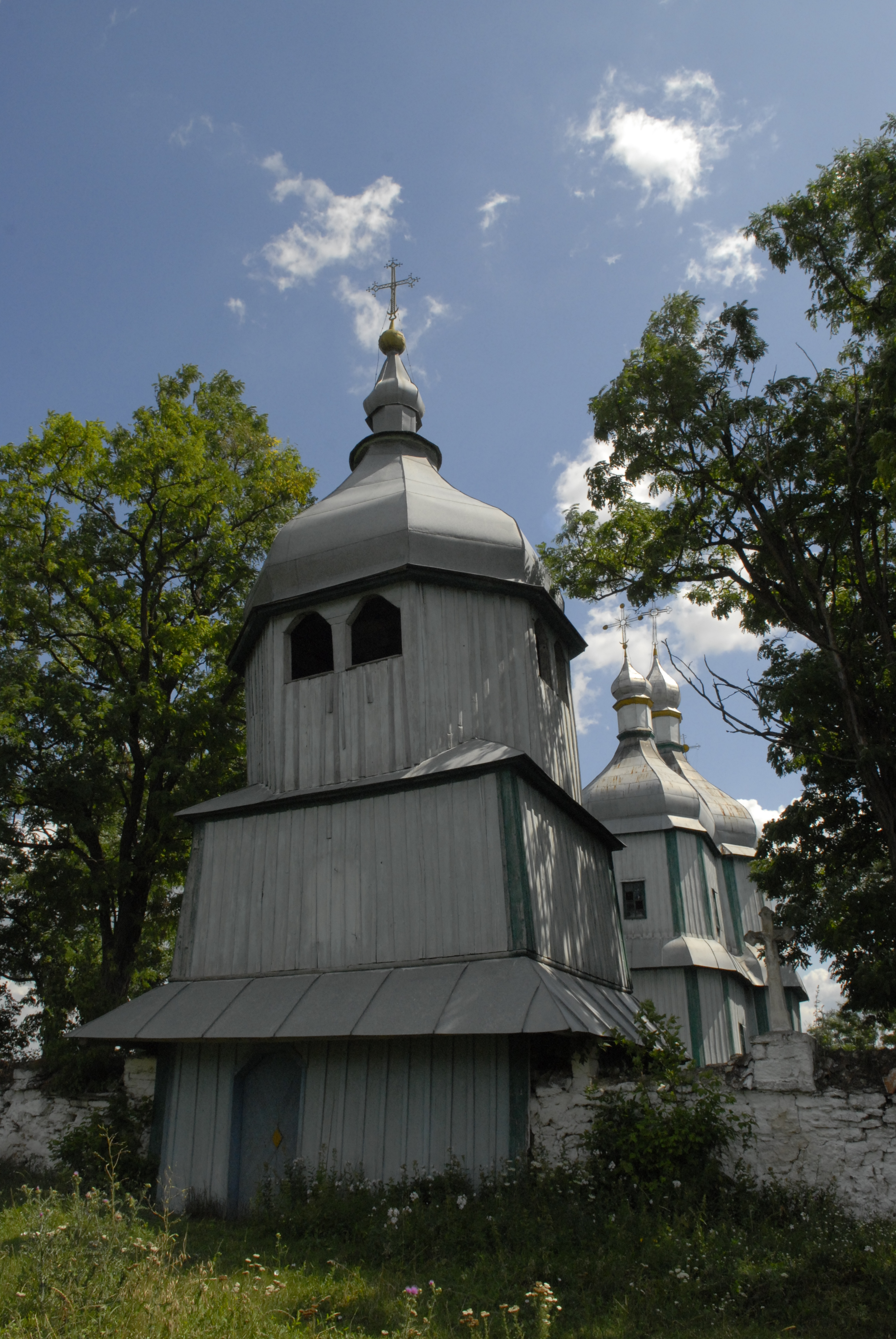
Dzwonnica cerkwi Uspienskiej
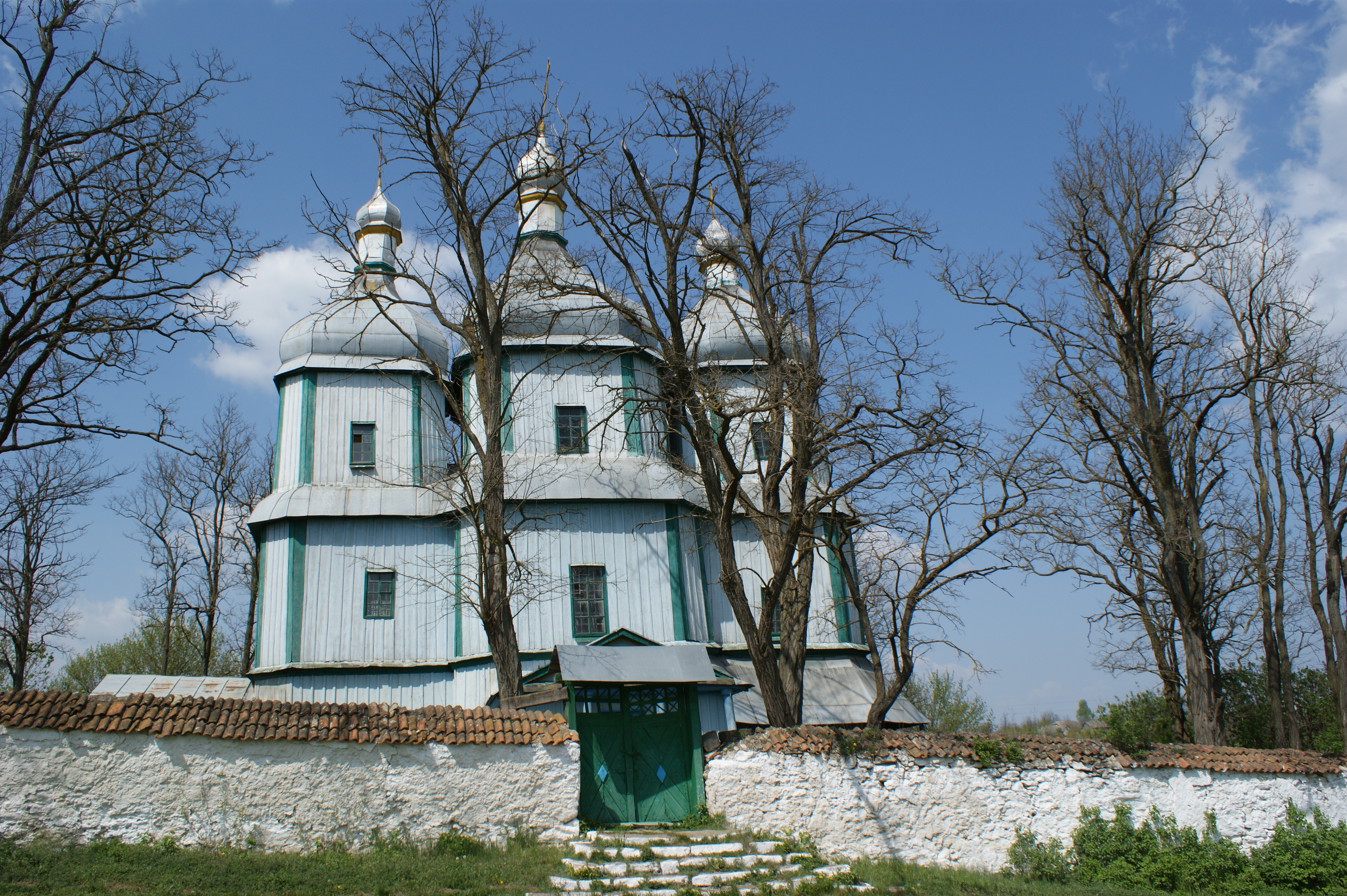
Cerkiew Uspieńska
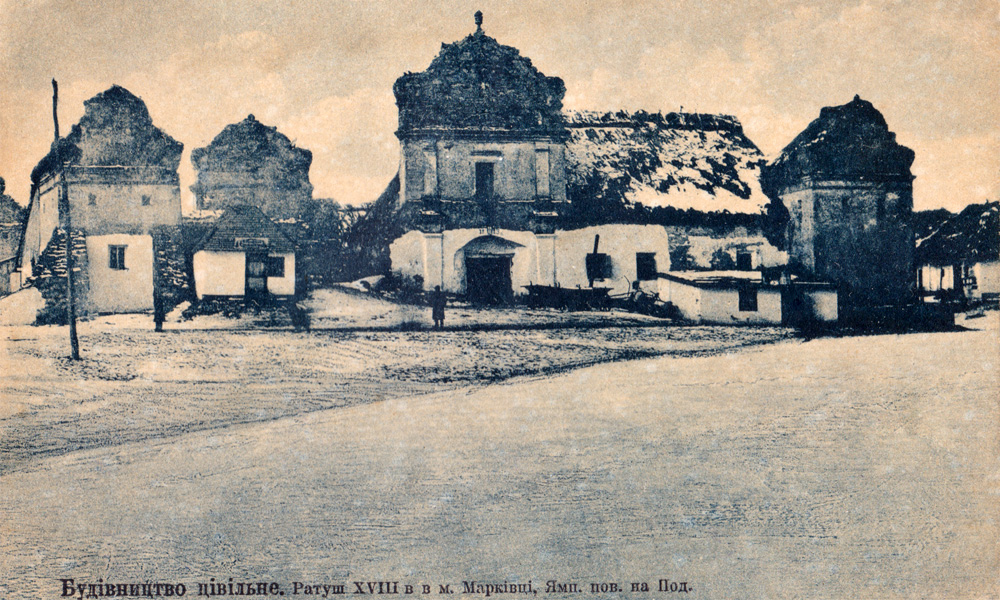
Ruiny ratusza miejskiego na pocz. XX w.